# Винисиус Бальейро
Винисиус Бальейро Лоренсо де Карвальо (порт. Vinicius Balieiro Lourenço de Carvalho; род. 28 мая 1999, Кампинас, Сан-Паулу) — бразильский футболист, полузащитник клуба «Сантос».

## Клубная карьера
Бальейро — воспитанник клуба «Паулиста». 12 февраля 2017 года в матче Лиги Паулиста против «МонтеАзуль» он дебютировал за основной состав. В том же году Бальейро перешёл в «Сантос». 14 ноября 2020 года в матче против «Интернасьонала» он дебютировал в бразильской Серии A. 9 марта 2021 года в поединке Кубка Либертадорес против венесуэльского «Депортиво Лара» Винисиус забил свой первый гол за «Сантос».